# 2011年の労働界
2011年の労働界（2011ねんのろうどうかい）では、2011年（平成23年）の労働運動、労働環境、雇用、賃金など労働分野に関する出来事について記述する。

## 死去
- 6月4日 - 笹森清、第4代日本労働組合総連合会 会長、内閣府特別顧問（* 1940年）
- 11月10日 - 宇佐美忠信、元ゼンセン同盟会長（* 1925年）
- 11月10日 - 芦田甚之助、第2代日本労働組合総連合会会長（* 1934年）